# Holothuria arenicola
Holothuria arenicola är en sjögurkeart som beskrevs av Semper 1868. Holothuria arenicola ingår i släktet Holothuria och familjen Holothuriidae. Inga underarter finns listade i Catalogue of Life.